# Lindesnes (halvø)
57°58′57.29″N 07°02′47.77″Ø / 57.9825806°N 7.0466028°Ø
 For alternative betydninger, se Lindesnes. (Se også artikler, som begynder med Lindesnes)
Lindesnes er traditionelt kendt som Norges sydligste punkt på fastlandet og et populært turistmål. Lindesnes ligger i Lindesnes kommune i Agder fylke. Afstanden til Kinnarodden, det nordligste punkt på fastlandet, er 1.752 km.
Næsset er hvert år udgangspunkt eller mål for en række private «ekspeditioner» til fods, på ski, cykel eller i bil mellem Lindesnes og Nordkap eller vice versa.

## 8 måneder som ø
Fra lidt over kl 09.00 den 21. juni 2007, da Spangereidkanalen var færdiggravet, blev næsset omdefineret fra en halvø til en ø af Statens kartverk. Norges sydligste punkt på fastlandet var så Odden på nordsiden af Skjernøysund i Mandal kommune, ca 4 km sydøst for Mandal.
I februar 2008 revurderede Statens kartverk sin første beslutning og omgjorde denne så Lindesnes fortsat er at regne for Norges sydligste punkt på fastlandet. 